# Simulink
Simulink è un software per la modellazione, simulazione e analisi di sistemi dinamici, sviluppato dalla compagnia statunitense MathWorks. Questo software è strettamente integrato con MATLAB.
Si tratta di un ambiente di programmazione grafica basato su MATLAB per la modellazione, simulazione e analisi di sistemi dinamici multidominio. La sua interfaccia principale è uno strumento grafico per la creazione di diagrammi a blocchi e un insieme personalizzabile di librerie di blocchi. Offre un'integrazione stretta con il resto dell'ambiente MATLAB e può sia guidare MATLAB che essere scriptato da esso. Simulink è ampiamente utilizzato nel controllo automatico e nell'elaborazione digitale dei segnali per la simulazione multidominio e la progettazione basata su modelli.

## Prodotti aggiuntivi
MathWorks e altri produttori offrono prodotti hardware e software che possono essere utilizzati con Simulink. Ad esempio, Stateflow estende Simulink con un ambiente di progettazione per lo sviluppo di macchine a stati e diagrammi di flusso. MathWorks afferma che, insieme ad altri loro prodotti, Simulink può generare automaticamente codice sorgente C per l'implementazione in tempo reale dei sistemi. Man mano che l'efficienza e la flessibilità del codice migliorano, questo approccio viene adottato sempre più per sistemi di produzione, oltre a essere uno strumento per la progettazione di sistemi embedded grazie alla sua flessibilità e capacità di iterazione rapida. Embedded Coder crea codice sufficientemente efficiente per l'uso in sistemi embedded.